# Herbert Scarf
Herbert Eli Scarf (Filadèlfia, 25 de juliol de 1930 - Nova York, 15 de novembre de 2015) fou un matemàtic i economista estatunidenc. Fill d'immigrants jueus provinents d'Ucraïna i Rússia, es graduà en matemàtiques a la Universitat de Temple i es doctorà, també en matemàtiques, a la Universitat de Princeton. Treballà per la RAND Corporation i a la Universitat Stanford fins que, finalment, s'incorporà com a professor a la Universitat Yale, de la que era Sterling Professor Emeritus of Economics a la seva mort.
Fou president de la Econometric Society el 1983. Fou membre de l'Acadèmia Nacional de Ciències dels Estats Units, l'Acadèmia Americana de les Arts i les Ciències, la Sociedad Filosòfica Americana, i soci d'honor (distinguished Fellow) de l'American Economic Association. Four guadonat amb el Lanchester Prize i el John von Neumann Theory Prize.
Scarf realitzà contribucions fonamentals a la teoria de jocs i a la teoria de l'equilibri general. És conegut per haver desenvolupat un algoritme, l'Scarf algorithm, que permet la computació d'equilibris generals i que és la base dels models d'Equilibri General Computable. L'aplicació d'aquest algoritme permet avaluar els efectes de canvis en política fiscal o canvis en estratègies comercials. D'altra banda, també contribuí a l'estudi de les economies amb indivisibilitats i en la gestió d'inventaris. En aquest últim camp, demostrà l'optimalitat de les regles (S, s).

## Publicacions destacades
- Hansen, T; Scarf, Herbert. The Computation of Economic Equilibria.  Yale University Press. ISBN 0300016409. Arxivat 2015-12-18 a Wayback Machine.
- Scarf, Herbert. «The optimality of (S, s) policies in the dynamic inventory problem». A: Arrow, Karlin, Suppes. Mathematical Methods in the Social Sciences, 1959: Proceedings of the First Stanford Symposium.  Stanford University Press, 1960, p. 196-202.
- Debreu, Gerard; Scarf, Herbert «A limit theorem on the core of an economy». International Economic Review, 4, 3, 1963.